# میریام کویل
میریام کویل (زاده ۳ نوامبر ۱۹۷۴ در اولدنبورگ) یک نقاش آلمانی-ایرانی ساکن آلمان است.

## جوایز
- جایزه ارتقاء بیمه عمومی از موزه شهر اولدنبورگ، ۲۰۰۷
- برای جنگ اتاق نشیمن، جایزه Galerie Doerrie&Priess، برلین، ۲۰۰۷
- برای تماس از دست رفته، جایزه Galerie Doerrie&Priess، هامبورگ، ۲۰۰۸
- برای نقاشی میریام کویل، جایزه انجمن هنر برمرهافن، ۲۰۰۸
- برای نقاشی میریام کویل، جایزه گالری اعتماد، تهران، ۱۳۸۸
- برای نقاشی میریام کویل، جایزه گالری اعتماد، تهران، ۱۳۸۹
- برای نقاشی میریام کویل، جایزه گالری دریاچه، اولدنبورگ، ۲۰۱۱
- برای داستان بی پایان، جایزه گالری اعتماد، تهران، ۱۳۹۱
- برای پین آپ، جایزه گالری مونیکات، مونیخ، ۲۰۱۳
- برای بی جان،[۳] جایزه گالری آران، تهران، ۱۳۹۵
- برای نقاشی میریام کویل، جایزه گالری باربارا فون استچو، فرانکفورت، ۲۰۱۷

## پیوندهای مرتبط
- وبگاه شخصی
- galerie-von-stechow
- Galerie LAKE – Herbartgang – Oldenburg – Myriam Quiel
- Etemad Gallery
- Irmtraud Rippel-Manß (2011). "Reise in andere Wirklichkeiten" (PDF). منظره اولدنبورگ. Retrieved 2016-12-23.